# Malé Přítočno
Malé Přítočno là một làng thuộc huyện Kladno, vùng Středočeský, Cộng hòa Séc.